# Carl af Petersens

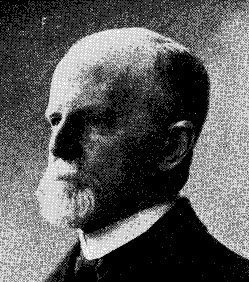
Carl af Petersens.

Carl Justus Fredrik af Petersens, född 15 april 1851 i Lund, död 24 juli 1925, var en svensk bibliotekarie. Han tillhörde ätten af Petersens, var kusin till Ludvig af Petersens och svärfar till Andreas Bruzelius.
Efter att ha blivit student vid Lunds universitet 1869 blev af Petersens filosofie kandidat 1873, filosofie licentiat 1878  och filosofie doktor 1880. Han var docent i nordiska språk i Lund 1879–96, blev andre amanuens vid Lunds universitetsbibliotek 1885, förste amanuens 1896, vice bibliotekarie 1898, var universitetsbibliotekarie 1900–18, med titeln överbibliotekarie från 1910. Han utgav arbeten i bland annat nordisk språkkunskap och bibliografi. Han invaldes som ledamot av Samfundet för utgivande av handskrifter rörande Skandinaviens historia 1901 och av Fysiografiska sällskapet i Lund 1904.